# ذكريات شتاء عن مشاعر صيف
ذكريات شتاء عن مشاعر صيف (بالروسية: Зимние заметки о летних впечатлениях) مقالة أدبية من تأليف الكاتب الروسي فيودور دوستويفسكي. نُشِرت المقالة للمرة الأولى في عام 1863 في شهريَّة «زمن» (Вре́мя، فيرميا)، التي كان دوستويفسكي يرأس تحريرها بنفسه. المقالة تتكوَّن أساساً من مذكرات دوستويفسكي وملاحظاته أثناء ترحاله في أوروبا، وتظهر فيها مُقدِّمات أهم مبادئ فلسفته التي خلَّدها برواياته لاحقاً، وتناول دوستويفسكي في المقالة مواضيع عدة، وتمحور اهتمامه عموماً حول تصوُّر الأوربيين للشعب الروسي.
من الناحية السياسية وافق دوستويفسكي على بعض الانتقادات التي وجهها كارل ماركس للأوربيين، رغم سياسيته المحافظة التي تتعارض مع الماركسية. ومدفوعاً بانتمائه القومي وإيمانه بوحدة الشعب السلافي لم يُعجَب دوستويفسكي بالثقافة الأوروبية، وانتقد ما فيها من فساد، كما انتقد أيضاً بعض المثقفين الروس في تقليدهم للأوروبيين. أما من الناحية الدينية فقد كان دوستويفسكي، وهو الأرثوذكسي الروسي، ميالاً إلى البروتستانت أكثر من الكاثوليك، ووجد أنَّ الأنجليكانيين فخورين وأغنياء وتغلب عليهم الجدية في التمسُّك بقيمهم الأخلاقية وحقَّهم في الدعوة إلى مذهبهم الرصين والوقور. أمَّا قساوسة الكاثوليك فإنَّ دوستويفسكي اعتقد أنَّهم يستغلُّون الأعمال الخيرية للتلاعب بالفقراء ودفعهم إلى التحوُّل إلى ديانتهم. وفي جميع الأحوال فإنَّ دوستويفسكي اعتقد أنَّ الأرثوذكسية تتفوَّق على كليهما، بدعوتها إلى الوحدة مع الكنيسة بأسلوب دعوي صادق غير إجباري. أمَّا من الناحية الاجتماعية فإنَّ تعليقات دوستويفسكي حول المجتمعات الفرنسية والإنجليزية تعكس التصوُّرات السائدة بين الرحالة في تلك البلدان أثناء فترة الستينات من القرن التاسع عشر، اعتقد دوستويفسكي أنَّ الفرنسيين شعب منافق وغير عقلاني، ورأى أنَّهم يتعرضون للقمع والاضطهاد من قبل الشرطة السريَّة الفرنسيَّة. أمَّا الإنجليز، فأخذ عنهم دوستويفسكي الانطباع أنَّهم مترفعين وفخورين بأنفسهم، والرجال الإنجليز العمليون يرفضون تكبَّراً التنازل إلى الفقراء المُعدَمين الغاضبين واليائسين.
اعترف دوستويفسكي لاحقاً أنَّ عمله هذا ضعيف من ناحية القيمة الأدبية والثقافية، ويُرجِع ذلك إلى أنَّه لم يستطع البقاء طويلاً في أوروبا حتى يتمكَّن من تفهُّم عادات المجتمع الأوروبي، وحتى أكثر النُّقاد تعاطفاً مع دوستويفسكي أقرَّوا أن أسلوبه في هذه المقالة ضعيف. غير أنَّ المقالة تحتوي أيضاً على عناصر ستظهر لاحقاً في أعماله الفنية القيِّمة، خاصةً روايته «مذكرات من العالم السفلي»، ويرى بعض النقاد أنَّ هذه المقالة هي مسوَّدة أولية للراوية التي كانت أكثر نجاحاً وحصدت آراءً إيجابية.